# 2C-H
Le 2C-H est une phényléthylamine, découverte par Alexander Shulgin et décrite pour la première fois dans son livre PiHKAL.

## Chimie
Le 2C-H fait partie de la famille de drogues 2C-x, des phényléthylamines hallucinogènes de synthèse découvertes par Alexander Shulgin. Contrairement à toutes les autres molécules de cette famille, il n'est substitué ni en position 3 ni en position 4 de son cycle aromatique.
Il est donc tout naturellement un précurseur de plusieurs autres 2C-x, notamment le 2C-B, le 2C-C, le 2C-I et le 2C-N.

## Pharmacologie
D'après Shulgin, le 2C-H serait détruit par l'organisme avant toute action pharmacologique, ce qui tend à être confirmé expérimentalement, étant donné la très faible activité du 2C-H comparée à d'autres molécules de sa famille.
Cependant, des témoignages suggèrent qu'il pourrait être actif en prise sublinguale.